# Essing
Essing är en köping (Markt) i Landkreis Kelheim i Regierungsbezirk Niederbayern i förbundslandet Bayern i Tyskland.
Köpingen ingår i kommunalförbundet Ihrlerstein tillsammans med kommunen Ihrlerstein.